# Junior Enterprises Belgium
Junior Enterprises Belgium (JE Belgium) est la Confédération des Junior Entreprises belges. Elle a pour but de sensibiliser et renforcer le concept des Junior Entreprises en Belgique et offrir un soutien et une assistance aux étudiants qui souhaitent se lancer dans l'aventure. Junior Enterprises Belgium est membre du réseau européen des Junior Entreprises.   
En Belgique, on compte aujourd'hui 17 Junior Entreprises réparties dans les trois régions du pays. Ces Junior Entreprises offrent des services de consultance dans un champ d'application varié aux entreprises et indépendants.

## Concept des Junior Entreprises
Une Junior Entreprise (JE) est une organisation à but non lucratif, créée et gérée exclusivement par des étudiants de l'enseignement supérieur, qui fournit des services de conseil aux entreprises, aux institutions et aux particuliers.
Les Junior-Entreprises sont identiques aux entreprises réelles, avec pour objectif principal d'améliorer l'apprentissage de leurs membres par une expérience pratique.  

## Histoire
EAA Consult est la première Junior Entreprise belge. Elle a été créée en 1991 par des étudiants en administration des affaires de l'Université de Liège.
En 1996, la première Junior entreprise belge dans un domaine technique est créée à l'Université catholique de Louvain : Junior Ingénieur Conseil.
Le 4 mars 1998,  les Junior Entreprises belges décident de se rassembler au sein d’une confédération, en suit la création de la Belgian Confederation of Junior Enterprises (BCJE), précurseur de Junior Enterprises Belgium. La même année, la BCJE rejoint la  Confédération Européenne des Junior-Entreprises. Malheureusement, après des problèmes de gestion interne, la BCJE abandonne sa structure confédérée et sort de la Confédération Européenne des Junior-Entreprises en 2004.
Toujours en 2004, une nouvelle structure du réseau belge est créée, la Fédération Belge des Junior Entreprises (FBJE) voit le jour. Ce nouveau réseau poursuit sa croissance et rejoint la Confédération Européenne des Junior-Entreprises en juillet 2006.
En 2007,  La FBJE voit pour la première fois de son existence le développement d'une JE originaire de Flandre, Academics For Companies. À la suite de cet événement ainsi que de son entrée dans la Confédération Européenne des Junior-Entreprises, elle décide de prendre l'appellation non francophone JADE Belgium.
Après plusieurs années de stagnation, le réseau s'agrandit fortement et le concept de Junior Entreprise regagne en popularité en Belgique à partir de 2016.
En 2019, un rebranding est lancé dans tout le réseau européen : JADE Belgium devient Junior Enterprises Belgium.

## Les Missions de JE Belgium[2]

### Soutenir
JE Belgium aide et soutient les Junior Entreprises à s'améliorer et à gagner en qualité. Un audit de chaque structure est réalisé chaque année, et des formations sont dispensées en fonction des besoins des Junior Entrepreneurs.

### Développer
JE Belgium encadre de près les nouvelles structures et prend contact avec des organisations étudiantes partageant les mêmes intérêts afin d'étendre le réseau belge des Junior Entreprises. La confédération organise également des événements annuels pour permettre aux jeunes entrepreneurs de se rencontrer.

### Représenter
JE Belgium défend les intérêts du réseau belge au niveau national et international. L'association tente également d'améliorer la visibilité des Junior Entreprises dans le monde de l'entreprise et de promouvoir le concept des Junior Entreprises.

## Liste des Juniors Entreprises[3]
| Nom                             | Domaine d'activités                                     | Implantation                 |
| ------------------------------- | ------------------------------------------------------- | ---------------------------- |
| Academics for companies         | Ingénierie, Marketing, Finance, Stratégie               | Leuven (KU Leuven)           |
| Brussels Law School Consultancy | Aide et conseils juridiques                             | Bruxelles (VUB)              |
| CSLabs                          | Informatique                                            | Namur (UNamur)               |
| Expand                          | Ingénierie, Biotechnologie                              | Louvain-la-Neuve (UCLouvain) |
| FUCaM Junior Consulting         | Finance, Marketing, informatique, Stratégie             | Mons (UCLouvain FUCaM/HELHa) |
| HEC Liège Advisory              | Finance, Marketing, Stratégie                           | Liège (ULiège)               |
| ICHEC Junior Consult            | Finance, Marketing, Stratégie                           | Bruxelles (ICHEC)            |
| JEN Consult                     | Finance, Marketing, Stratégie                           | Namur (UNamur)               |
| Jewac's                         | Finance, Marketing                                      | Mons (UMons - Warocqué)      |
| Junior Consulting               | Finance, Marketing, Stratégie                           | Hasselt (UHasselt)           |
| LLN Juris Club                  | Aide et conseils juridiques                             | Louvain-la-Neuve (UCLouvain) |
| Junior Consulting Louvain       | Marketing, Ingénierie, Stratégie, Finance, Informatique | Louvain-la-Neuve (UCLouvain) |
| N-HiTec                         | Électronique - Conseil informatique                     | Liège (ULiège)               |
| Solvay Student Consulting Club  | Finance, Marketing, Stratégie, Ingénierie, Informatique | Bruxelles (Solvay)           |
| Yep'tech Mons                   | Ingénierie, Informatique                                | Mons (UMons)                 |